# 草崖藤
草崖藤（学名：Tetrastigma apiculatum）为葡萄科崖爬藤属的植物。分布于越南、老挝以及中国大陆的云南、广西等地，生长于海拔500米至700米的地区，多生长在山谷密林中。

## 变种
柔毛草崖藤（学名：Tetrastigma apiculatum var. pubescens）是葡萄科崖爬藤属草崖藤的变种。分布于中国大陆的海南、云南等地，生长于海拔500米的地区，多生长于山坡林中。